# Wallace n.º 243
Wallace n.º 243 es un municipio rural canadiense situado en la provincia de Saskatchewan.

## Superficie
Wallace n.º 243 tiene una superficie de 814,69 km².

## Demografía
En 2021, tenía 881 habitantes, una densidad poblacional de 1,1 hab./km², y 387 viviendas.